# Collegio di North East Somerset
North East Somerset è stato un collegio elettorale inglese situato nel Somerset e rappresentato alla camera dei Comuni del parlamento del Regno Unito. Eleggeva un membro del parlamento con il sistema maggioritario a turno unico; il collegio è stato abolito in occasione della revisione periodica del 2024.

## Estensione
Il collegio copriva la parte di Bath and North East Somerset che non era compresa nel collegio di Bath, e pertanto conteneva 21 ward elettorali nel distretto di Bath and North East Somerset:
- Bathavon North – le parrocchie civili di Batheaston, Bathford, Bathampton, Charlcombe, Claverton, Kelston, North Stoke, Swainswick e St Catherine.
- Bathavon South – le parrocchie di Freshford, Hinton Charterhouse, Monkton Combe, Shoscombe, Southstoke e Wellow.
- Bathavon West – le parrocchie di Camerton, Combe Hay, Dunkerton, Englishcombe, Newton St Loe e Priston.
- Clutton – le parrocchie di Chelwood, Clutton e Stanton Drew.
- Chew Valley North – le parrocchie di Chew Magna, Chew Stoke e Norton Malreward.
- Chew Valley South – le parrocchie di Compton Martin, Stowey Sutton, Nempnett Thrubwell, Ubley.
- Farmborough – le parrocchie di Compton Dando, Corston, Farmborough e Marksbury.
- High Littleton – le parrocchie di Farrington Gurney e High Littleton.
- Keynsham North
- Keynsham South
- Keynsham East
- Mendip – le parrocchie di Cameley, East Harptree, Hinton Blewett e West Harptree.
- Midsomer Norton North
- Midsomer Norton Redfield
- Paulton – la parrocchia di Paulton.
- Peasedown – la parrocchia di Peasedown St John.
- Publow and Whitchurch – le parrocchie di Publow e Whitchurch.
- Radstock
- Saltford – la parrocchia di Saltford.
- Timsbury – la parrocchia di Timsbury.
- Westfield[1]

## Membri del parlamento
| Elezione | Elezione | Deputato         | Partito          |
| -------- | -------- | ---------------- | ---------------- |
|          | 2010     | Jacob Rees-Mogg  | Conservatore     |
|          | 2024     | Collegio abolito | Collegio abolito |

## Elezioni

### Elezioni negli anni 2010
| Partito                    | Partito                                   | Candidato                  | Risultati 12 dicembre 2019 | Risultati 12 dicembre 2019 |
| Partito                    | Partito                                   | Candidato                  | Voti                       | %                          |
| -------------------------- | ----------------------------------------- | -------------------------- | -------------------------- | -------------------------- |
|                            | Conservatore                              | Jacob Rees-Mogg            | 28 360                     | 50,37                      |
|                            | Laburista                                 | Mark Huband                | 13 631                     | 24,21                      |
|                            | Lib Dem                                   | Nick Coates                | 12 422                     | 22,06                      |
|                            | Verdi                                     | Fay Whitfield              | 1 423                      | 2,53                       |
|                            | Indipendente                              | Shaun Hughes               | 472                        | 0,84                       |
|                            |                                           |                            |                            |                            |
| Iscritti                   | Iscritti                                  | Iscritti                   | 73 665                     | 100,00                     |
| ↳ Votanti (% su iscritti)  | ↳ Votanti (% su iscritti)                 | ↳ Votanti (% su iscritti)  | 56 477                     | 76,67                      |
| ↳ Astenuti (% su iscritti) | ↳ Astenuti (% su iscritti)                | ↳ Astenuti (% su iscritti) | 17 188                     | 23,33                      |
|                            |                                           |                            |                            |                            |
|                            | Esito: collegio confermato a Conservatore |                            |                            |                            |

| Partito                    | Partito                                   | Candidato                  | Risultati 8 giugno 2017 | Risultati 8 giugno 2017 |
| Partito                    | Partito                                   | Candidato                  | Voti                    | %                       |
| -------------------------- | ----------------------------------------- | -------------------------- | ----------------------- | ----------------------- |
|                            | Conservatore                              | Jacob Rees-Mogg            | 28 992                  | 53,65                   |
|                            | Laburista                                 | Robin Moss                 | 18 757                  | 34,71                   |
|                            | Lib Dem                                   | Manda Rigby                | 4 461                   | 8,25                    |
|                            | Verdi                                     | Sally Calverley            | 1 245                   | 2,30                    |
|                            | Indipendente                              | Shaun Hughes               | 588                     | 1,09                    |
|                            |                                           |                            |                         |                         |
| Iscritti                   | Iscritti                                  | Iscritti                   | 71 391                  | 100,00                  |
| ↳ Votanti (% su iscritti)  | ↳ Votanti (% su iscritti)                 | ↳ Votanti (% su iscritti)  | 54 043                  | 75,70                   |
| ↳ Astenuti (% su iscritti) | ↳ Astenuti (% su iscritti)                | ↳ Astenuti (% su iscritti) | 17 348                  | 24,30                   |
|                            |                                           |                            |                         |                         |
|                            | Esito: collegio confermato a Conservatore |                            |                         |                         |

| Partito                    | Partito                                   | Candidato                  | Risultati 7 maggio 2015 | Risultati 7 maggio 2015 |
| Partito                    | Partito                                   | Candidato                  | Voti                    | %                       |
| -------------------------- | ----------------------------------------- | -------------------------- | ----------------------- | ----------------------- |
|                            | Conservatore                              | Jacob Rees-Mogg            | 25 439                  | 49,77                   |
|                            | Laburista                                 | Todd Foreman               | 12 690                  | 24,83                   |
|                            | UKIP                                      | Ernest Blaber              | 6 150                   | 12,03                   |
|                            | Lib Dem                                   | Wera Hobhouse              | 4 029                   | 7,88                    |
|                            | Verdi                                     | Katy Boyce                 | 2 802                   | 5,48                    |
|                            |                                           |                            |                         |                         |
| Iscritti                   | Iscritti                                  | Iscritti                   | 69 348                  | 100,00                  |
| ↳ Votanti (% su iscritti)  | ↳ Votanti (% su iscritti)                 | ↳ Votanti (% su iscritti)  | 51 110                  | 73,70                   |
| ↳ Astenuti (% su iscritti) | ↳ Astenuti (% su iscritti)                | ↳ Astenuti (% su iscritti) | 18 238                  | 26,30                   |
|                            |                                           |                            |                         |                         |
|                            | Esito: collegio confermato a Conservatore |                            |                         |                         |

| Partito                    | Partito                                         | Candidato                  | Risultati 6 maggio 2010 | Risultati 6 maggio 2010 |
| Partito                    | Partito                                         | Candidato                  | Voti                    | %                       |
| -------------------------- | ----------------------------------------------- | -------------------------- | ----------------------- | ----------------------- |
|                            | Conservatore                                    | Jacob Rees-Mogg            | 21 130                  | 41,27                   |
|                            | Laburista                                       | Dan Norris                 | 16 216                  | 31,67                   |
|                            | Lib Dem                                         | Gail Coleshill             | 11 433                  | 22,33                   |
|                            | UKIP                                            | Peter Sandell              | 1 754                   | 3,43                    |
|                            | Verdi                                           | Michael Jay                | 670                     | 1,31                    |
|                            |                                                 |                            |                         |                         |
| Iscritti                   | Iscritti                                        | Iscritti                   | 67 372                  | 100,00                  |
| ↳ Votanti (% su iscritti)  | ↳ Votanti (% su iscritti)                       | ↳ Votanti (% su iscritti)  | 51 203                  | 76,00                   |
| ↳ Astenuti (% su iscritti) | ↳ Astenuti (% su iscritti)                      | ↳ Astenuti (% su iscritti) | 16 169                  | 24,00                   |
|                            |                                                 |                            |                         |                         |
|                            | Esito: collegio a Conservatore (nuovo collegio) |                            |                         |                         |

## Risultati dei referendum

### Referendum sulla permanenza del Regno Unito nell'Unione europea del 2016
|             | Collegio            | Lasciare UE % | Rimanere in UE % |
| ----------- | ------------------- | ------------- | ---------------- |
|             | North East Somerset | 52,1%         | 47,9%            |
| Inghilterra | 53,3%               | 46,7%         |                  |
| Regno Unito | 51,9%               | 48,1%         |                  |